# Kathleen Byron
Kathleen Byron (11 de enero de 1921 – 18 de enero de 2009) fue una actriz teatral, cinematográfica y televisiva de nacionalidad británica.

## Primeros años
Su verdadero nombre era Kathleen Elizabeth Fell, y nació en el West Ham, Londres. Su padre era un trabajador de ferrocarril que más adelante llegó a ser alcalde Laborista de East Ham.
Ella estudió en la grammar school y se formó en la Bristol Old Vic Theatre School. Su debut en el cine se produjo con la película de Carol Reed The Young Mr Pitt (1942), en la cual interpretaba dos líneas frente a Robert Donat.

## Carrera
En 1943 se casó con el piloto de la USAAF Tte. John Daniel Bowen, y se mudó a los Estados Unidos. El director Michael Powell la persuadió para volver al Reino Unido, donde hizo sus películas más recordadas. Así, fue elegida para actuar en varias producciones rodadas en equipo por Michael Powell y Emeric Pressburger, como A vida o muerte (1946), Narciso negro (1947, como la Hermana Ruth) y The Small Back Room (1949). Byron tuvo una corta relación sentimental con Michael Powell, y él fue llamado como testigo cuando el primer matrimonio de la actriz finalizó en 1950.
Su éxito en Narciso negro le dio finalmente la oportunidad de viajar a Hollywood, donde hizo un papel de reparto en Young Bess (1953). No le agradó la experiencia, y pronto volvió a su país. Sus siguientes papeles llegaron en películas de serie B. También hizo una actuación en la serie de 1957-67 Emergency Ward 10, el de la mujer alcohólica del ginecólogo Harold de la Roux, que interpretaba John Barron. En las décadas de 1960 y 1970 hizo bastante trabajo televisivo, incluyendo un pequeño papel como la Reina Luisa de Suecia en Edward the Seventh (1975), y el de Mme Celeste Lekeu en dos episodios del drama de la BBC Secret Army (1977), además de un breve período actuando en la serie Emmerdale en 1979.
Byron continuó actuando en el siglo XXI. Entre sus últimas actuaciones figuran las que hizo en la obra teatral de Agatha Christie La ratonera (1990), una adaptación de la producción de Jane Austen Emma (1996), la película de Steven Spielberg Saving Private Ryan (1998), y la serie de Stephen Poliakoff Almost Strangers (2001).

## Vida personal
En 1953 se casó con su segundo marido, el periodista y escritor británico Alaric Jacob, que en aquella época trabajaba para la BBC. Tuvieron un hijo y una hija, además de un niño de un matrimonio anterior de Jacob.
Kathleen Byron falleció el 18 de enero de 2009 en Northwood, Londres.

## Selección de su filmografía
- A vida o muerte (1946)
- Narciso negro (1947)
- The Small Back Room (1949)
- Madness of the Heart (1949)
- The Reluctant Widow (1950)
- Prelude to Fame (1950)
- Scarlet Thread (1951)
- Hell is Sold Out (1951)
- Four Days (1951)
- Tom Brown's Schooldays (1951)
- The House in the Square (1951)
- Young Bess (1953)
- Secret Venture (1955)
- Night of the Eagle (1962)
- Hammerhead (1968)
- Private Road (1971)
- Twins of Evil (1971)
- Nothing But the Night (1973)
- Craze (1974)
- The Abdication (1974)
- One of Our Dinosaurs is Missing (1975)
- El hombre elefante (1980)
- Emma (1996)
- Saving Private Ryan (1998)
- Los miserables (1998)